# Sheila O'Connor
Sheila O'Connor (Parigi, 4 maggio 1966) è un'attrice e sceneggiatrice francese.
È nota principalmente per il ruolo di Pénélope Fontanet, l'amica di Vic Beretton (Sophie Marceau) ne Il tempo delle mele e ne Il tempo delle mele 2.

## Filmografia parziale
Attrice
Cinema
- Il tempo delle mele (La Boum), regia di Claude Pinoteau (1980)
- Il tempo delle mele 2 (La Boum 2), regia di Claude Pinoteau (1982)